# سرحات كيليتش
سرحات كيليتش (بالتركية: Serhat Kılıç)‏ هو ممثل تركي ولد في يوم 8 تموز 1975 في مدينة أنقرة عاصمة تركيا، مثل في العديد من المسلسلات التركية منها مسلسل ياسمين في 2007 ومسلسل إيزيل في 2010.

## مسلسلات شارك بها
- 2021- المؤسس عثمان (ميخائيل كوسيس)
- 2021- مرعشلي (نجاتي تورال)
- 2021- Şeref Bey (نجات)
- 2020 المعلم (تانر أصلان)
- 2017-2019 - العهد (جلاك)
- 2017 - الحلقة (المفوض آدم)
- 2012-2016 - Seksenler (أرغون بلاك)
- 2010-2011 - أيزل (سليم أوغورلو)
- 2009 - Benim Annem Bir Melek (عبد الله- رجل أعمال أذربيجاني)
- 2008-2009 - Yol Arkadaşım (إلكار ألماستاش)
- 2006 - ياسمين (كامل غوندوز)
- 2000 - Bizim Evin Halleri (كارل جورور)

## جوائز
- جائزة لجنة اختيار جوائز المسرح والسينما العشرون صدري أليشيك (Kış Uykusu)

## روابط خارجية
- سرحات كيليتش على موقع IMDb (الإنجليزية)
- سرحات كيليتش على موقع قاعدة بيانات الأفلام العربية
- سرحات كيليتش على موقع ألو سيني (الفرنسية)
- سرحات كيليتش على موقع أول موفي (الإنجليزية)
- سرحات كيليتش على موقع قاعدة بيانات الأفلام السويدية (السويدية)
- سرحات كيليتش على موقع قاعدة بيانات الفيلم (الإنجليزية)
- سرحات كيليتش على موقع كينوبويسك (الروسية)